# Dan Szechtman
Dan Szechtman (hebr. דן שכטמן; ur. 24 stycznia 1941 w Tel Awiwie) – izraelski naukowiec, laureat nagrody Nobla w dziedzinie chemii w 2011 roku za odkrycie kwazikryształów.
W dzieciństwie do pracy naukowej zainspirowała go lektura książek Jules’a Verne’a.
Piastuje stanowisko Philip Tobias Professor of Materials Science w Instytucie Technologii Technion, a także Associate of the US Department of Energy w Ames Laboratory, oraz Professor of Materials Science na Iowa State University, te ostatnie dwa ulokowane w amerykańskim Ames.

## Nagrody
- Nagroda Nobla w chemii za odkrycie kwazikryształów (2011)[1]
- Nagroda Wolfa w fizyce (1999)[3]
- Nagroda Izraela w fizyce (1998)[4]
- European Materials Research Society (E-MRS) 25th Anniversary Award (2008)
- EMET Prize w chemii (2002)
- Muriel & David Jacknow Technion Award for Excellence in Teaching (2000)
- Gregori Aminoff Prize Królewskiej Szwedzkiej Akademii Nauk (2000)
- Weizmann Science Award (1993)
- Rothschild Prize in Engineering (1990)
- New England Academic Award of the Technion (1988)
- International Award for New Materials of the American Physical Society (1988)
- Physics Award of the Friedenberg Fund for the Advancement of Science and Education (1986)